# Grand Prix Wielkiej Brytanii 1990

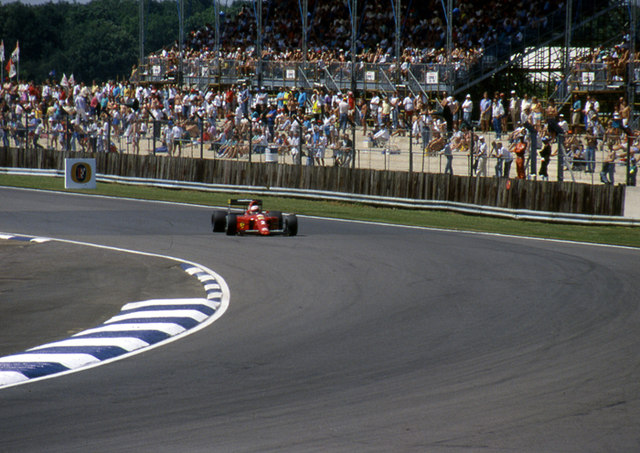
Nigel Mansell podczas Grand Prix Wielkiej Brytanii 1990

Grand Prix Wielkiej Brytanii 1990 (oryg. Foster's British Grand Prix) – ósma runda Mistrzostw Świata Formuły 1 w sezonie 1990, która odbyła się 15 lipca 1990, po raz 24. na torze Silverstone.
43. Grand Prix Wielkiej Brytanii, 41. zaliczane do Mistrzostw Świata Formuły 1.

## Klasyfikacja
| Legenda oznaczeń w tabelach wyników Wyświetl szablon na nowej stronie | Legenda oznaczeń w tabelach wyników Wyświetl szablon na nowej stronie                                                                     |
| Oznaczenie                                                            | Wyjaśnienie |
| --------------------------------------------------------------------- | --- |
| Złoty                                                                 | Zwycięzca lub mistrzostwo |
| Srebrny                                                               | 2. miejsce lub wicemistrzostwo |
| Brązowy                                                               | 3. miejsce lub II wicemistrzostwo |
| Zielony                                                               | Ukończył, punktował (w klasyfikacji generalnej, gdy zdobył co najmniej jeden punkt na przestrzeni sezonu, poza trzema powyższymi opcjami) |
| Niebieski                                                             | Ukończył, nie punktował (w klasyfikacji generalnej, gdy nie zdobył co najmniej jednego punktu na przestrzeni sezonu)                      |
| Czerwony                                                              | Nie zakwalifikował się (NZ) |
| Czerwony                                                              | Nie prekwalifikował się (NPK) |
| Różowy                                                                | Nie ukończył (NU) |
| Różowy                                                                | Niesklasyfikowany (NS) (w klasyfikacji generalnej, gdy nie został sklasyfikowany w żadnym wyścigu sezonu)                                 |
| Czarny                                                                | Zdyskwalifikowany (DK) |
| Czarny                                                                | Wykluczony (WYK/EX) |
| Biały                                                                 | Nie wystartował (NW) |
| Biały                                                                 | Kontuzjowany (K/INJ) |
| Biały                                                                 | Wyścig odwołany (OD/C) |
| Bez koloru                                                            | Został wycofany (WYC/WD) |
| Bez koloru                                                            | Nie przybył (NP/DNA) |
| Bez koloru                                                            | Nie brał udziału w treningach (NT/DNP) |
| Bez koloru                                                            | Nie został zgłoszony (–) |
| Pogrubienie                                                           | Start z pole position |
| Kursywa                                                               | Najszybsze okrążenie wyścigu |
| †                                                                     | Nie ukończył, ale jego rezultat został zaliczony ze względu na przejechanie więcej niż 90% dystansu wyścigu.                              |
| *                                                                     | Sezon w trakcie |
| 1/2/3                                                                 | Punktowana pozycja w sprincie kwalifikacyjnym                                                                                             |
| Lista systemów punktacji Formuły 1                                    | |

| Pos | No | Kierowca           | Konstruktor           | Okrążeń | Czas/powód NU      | Poz. Start. | Punktów |
| --- | -- | ------------------ | --------------------- | ------- | ------------------ | ----------- | ------- |
| 1   | 1  | Alain Prost        | Ferrari               | 64      | 1:18:30.999        | 5           | 9       |
| 2   | 5  | Thierry Boutsen    | Williams-Renault      | 64      | + 39.092           | 4           | 6       |
| 3   | 27 | Ayrton Senna       | McLaren-Honda         | 64      | + 43.088           | 2           | 4       |
| 4   | 29 | Éric Bernard       | Larrousse-Lamborghini | 64      | + 1:15.302         | 8           | 3       |
| 5   | 20 | Nelson Piquet      | Benetton-Ford         | 64      | + 1:24.003         | 11          | 2       |
| 6   | 30 | Aguri Suzuki       | Larrousse-Lamborghini | 63      | + 1 Okrążenie      | 9           | 1       |
| 7   | 10 | Alex Caffi         | Arrows-Ford           | 63      | + 1 Okrążenie      | 17          |         |
| 8   | 4  | Jean Alesi         | Tyrrell-Ford          | 63      | + 1 Okrążenie      | 6           |         |
| 9   | 8  | Stefano Modena     | Brabham-Judd          | 62      | + 2 Okrążeń        | 20          |         |
| 10  | 25 | Nicola Larini      | Ligier-Ford           | 62      | + 2 Okrążeń        | 21          |         |
| 11  | 21 | Emanuele Pirro     | Dallara-Ford          | 62      | + 2 Okrążeń        | 19          |         |
| 12  | 24 | Paolo Barilla      | Minardi-Ford          | 62      | + 2 Okrążeń        | 24          |         |
| 13  | 26 | Philippe Alliot    | Ligier-Ford           | 61      | + 3 Okrążeń        | 22          |         |
| 14  | 28 | Gerhard Berger     | McLaren-Honda         | 60      | Przepustnica       | 3           |         |
| NU  | 2  | Nigel Mansell      | Ferrari               | 55      | Skrz. biegów       | 1           |         |
| NU  | 16 | Ivan Capelli       | Leyton House-Judd     | 48      | Wyciek paliwa      | 10          |         |
| NU  | 12 | Martin Donnelly    | Lotus-Lamborghini     | 48      | Silnik             | 14          |         |
| NU  | 11 | Derek Warwick      | Lotus-Lamborghini     | 46      | Silnik             | 16          |         |
| NU  | 17 | Gabriele Tarquini  | AGS-Ford              | 41      | Silnik             | 26          |         |
| NU  | 9  | Michele Alboreto   | Arrows-Ford           | 37      | Silnik             | 25          |         |
| NU  | 6  | Riccardo Patrese   | Williams-Renault      | 26      | Podwozie           | 7           |         |
| NU  | 3  | Satoru Nakajima    | Tyrrell-Ford          | 20      | elektronika        | 12          |         |
| NU  | 19 | Alessandro Nannini | Benetton-Ford         | 15      | Kolizja            | 13          |         |
| NU  | 22 | Andrea de Cesaris  | Dallara-Ford          | 12      | Problemy z paliwem | 23          |         |
| NU  | 23 | Pierluigi Martini  | Minardi-Ford          | 3       | Alternator         | 18          |         |
| NW  | 15 | Maurício Gugelmin  | Leyton House-Judd     | 0       | Pompa paliwowa     | 15          |         |
| NZ  | 14 | Olivier Grouillard | Osella-Ford           |         |                    |             |         |
| NZ  | 7  | David Brabham      | Brabham-Judd          |         |                    |             |         |
| NZ  | 36 | Jyrki Järvilehto   | Onyx-Ford             |         |                    |             |         |
| NZ  | 35 | Gregor Foitek      | Onyx-Ford             |         |                    |             |         |
| NPK | 33 | Roberto Moreno     | Euro Brun-Judd        |         |                    |             |         |
| NPK | 18 | Yannick Dalmas     | AGS-Ford              |         |                    |             |         |
| NPK | 34 | Claudio Langes     | Euro Brun-Judd        |         |                    |             |         |
| NPK | 31 | Bertrand Gachot    | Coloni-Subaru         |         |                    |             |         |
| NPK | 31 | Bruno Giacomelli   | Life                  |         |                    |             |         |